# 天主教萊昂教區 (尼加拉瓜)
天主教萊昂教區（拉丁語：Dioecesis Legionensis in Nicaragua）是尼加拉瓜一個羅馬天主教教區，屬馬那瓜總教區。
教區包括萊昂省和奇南德加省，成立於1534年11月3日。2004年有教友667,000人，佔轄區總人口85.0%。教區下轄四十七個堂區，有七十名司鐸。
現任教區主教為勒內·索克特斯·桑迪戈-希龍，榮休主教為塞薩爾·鮑思高·韋華斯-羅貝洛。